# 271P/van Houten-Lemmon
271P/van Houten-Lemmon, komet Jupiterove obitelji. Otkriven je između 24. rujna i 26. listopada 1960. godine. Smatran je izgubljenim te je dobio oznaku D/1960 S1 sve dok nije pronađena 17. rujna 2012. godine, a pronašao ju je Pregled Mount Lemmon.